# Essoila
Jessoila (en carélien : D´essoilu, en finnois : Jessoila, en russe : Эссойла, Essoila) est une municipalité rurale du raïon de Priaja en République de Carélie.

## Géographie
La municipalité zone rurale de Jessoila est située dans la partie nord-ouest du raïon de Priaja, à la frontière raïon de Suojärvi et du raïon de Kontupohja.
Le village de Jessoila est situé sur la rive sud du lac Säämäjärvi, à 55 kilomètres au nord-ouest de Priaja.
Jessoila est traversé par la route 86K-10 Petroskoi-Suojärvi.

## Démographie
Recensements (*) ou estimations de la population
| 2009  | 2010  | 2013  | 2015  |
| ----- | ----- | ----- | ----- |
| 4 613 | 3 715 | 3 634 | 3 541 |

| 2017  | 2019  | 2021  | - |
| ----- | ----- | ----- | - |
| 3 459 | 3 338 | 3 282 | - |